# Kirchenmusiker

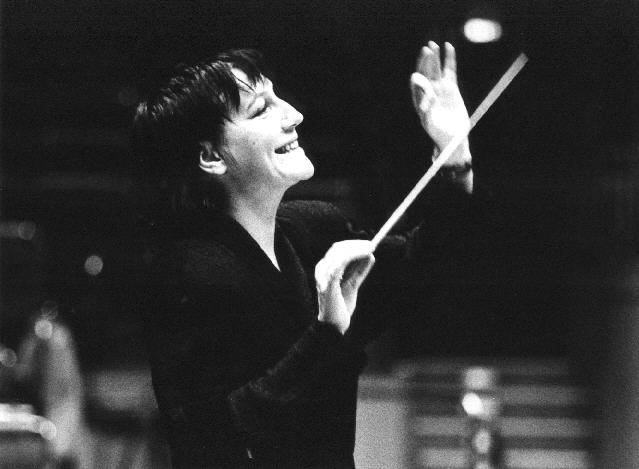
Kirchenmusikerin beim Dirigat

Ein Kirchenmusiker ist ein Musiker, der in einer Kirchengemeinde als Organist oder Chorleiter arbeitet. Das kann hauptamtlich, nebenberuflich oder auch ehrenamtlich sein. Gebräuchlich ist als kirchliche Berufsbezeichnung auch Kantor oder in älterer Schreibweise Cantor. Diese Bezeichnung stammt aus der älteren Kirchentradition einschließlich der Synagogen und leitet sich vom lateinischen cantare „singen“ ab. Der Kantor war und ist Sänger oder Vorsänger mit besonderen liturgischen Aufgaben innerhalb des Gottesdienstes oder der Messe, etwa dem Psalmgesang. Hieraus entstand dann die Chorleitung mit allen Aufgaben der Chorpädagogik wie Stimmbildung, Probentechnik und Dirigat, zuweilen einschließlich der Orchesterleitung. In der Zusammenlegung aller Tätigkeiten (Organist und Chorleiter oder in der Musikpädagogik) ist der Beruf Kirchenmusiker entstanden. Eine Trennung beider Ämter „Organist“ und „Kantor“, wie sie zum Beispiel in größeren Kirchen Frankreichs üblich ist, ist in Deutschland selten.

## Ausbildung

### Deutschland
Die Qualifizierung gliedert sich in vier Stufen:
| Bezeichnung der Ausbildung | Dauer der Ausbildung                                                        | erworbener Titel                             | Ausbildung | spätere Tätigkeit |
| -------------------------- | --------------------------------------------------------------------------- | -------------------------------------------- | --- | --- |
| D-Ausbildung               | 1–2 Jahre                                                                   | D-Kirchenmusiker                             | wohnortnah, Besuch eines D-Seminars auf Ebene des Kirchenkreises, berufsbegleitend                                                                                             | nebenberuflich, ehrenamtlich |
| C-Ausbildung               | 2–3 Jahre                                                                   | C-Kirchenmusiker                             | Besuch eines C-Seminars oder Studium an einer Kirchenmusikschule mit nachfolgendem C-Abschluss, berufsbegleitend. In Bayern auch durch Besuch einer Berufsfachschule für Musik | nebenberuflicher, ehrenamtlicher, eigenverantwortlicher kirchenmusikalischer Dienst |
| Bachelor-Studiengang       | 4 Jahre                                                                     | Bachelor of Music - Kirchenmusik (B-Urkunde) | Kirchenmusikschule, Musikhochschule oder Akademie | hauptberuflich |
| Master-Studiengang         | 6 Jahre oder 2-jähriges Zusatzstudium für Bachelors of Music - Kirchenmusik | Master of Music - Kirchenmusik (A-Urkunde)   | Kirchenmusikschule, Musikhochschule oder Akademie | hauptberuflich an Hauptkirchen mit besonderen künstlerischen Schwerpunkten etwa in der Chorarbeit oder dem Orgelspiel sowie Leitungsaufgaben (Kirchenmusikdirektor/Regionalkantor) in Kirchenkreisen |

Der Ausbildungskanon ist vielfach modular gestaltet und beinhaltet die Themenfelder Partiturspiel, Liturgisches Orgelspiel, Generalbassspiel, Chorleitung, Bläserchorleitung, Orchesterleitung, Musiktheorie, Gehörbildung, Liturgik, Hymnologie, Klavier, christliche Popularmusik, Gesang, Tonsatz, Geschichte der Musik, Historische Musikwissenschaft, Orgelbaukunde, wobei die Anzahl der Themenfelder und deren Bearbeitungtiefe mit der jeweiligen nächsten Ausbildungsstufe steigt.
Die Gestaltung der Ausbildungs- und Prüfungsordnungen für die D- bzw. C-Ausbildung liegt in der Hoheit jeder einzelnen Landeskirche bzw. Diözese.
Die Ausbildung eines Kirchenmusikers ist durch die zahlreiche Einzelbetreuung des Studierenden durch Lehrende sehr kostenintensiv, so kostete an der Musikhochschule Stuttgart im Jahr 2006 ein Studienplatz für Kirchenmusik 41.643 Euro.

### Österreich
In Österreich kann die C-, B- oder A-Prüfung an Konservatorien abgelegt werden.
Die Ausbildung bis zur B-Prüfung ist dreistufig. Die Inhalte der Stufen bauen aufeinander auf bzw. vertiefen den Inhalte der Vorstufe:
| Bezeichnung der Stufe | Dauer der Stufe |
| --------------------- | --------------- |
| Elementarstufe        | 1–2 Jahre       |
| Grundstufe            | 2–4 Jahre       |
| Ausbaustufe           | 2–4 Jahre       |

Die Prüfungen werden sowohl in Österreich als auch in Deutschland anerkannt.

## Aufgaben
Heute ist der Kirchenmusiker in zunehmendem Maße auch Musikpädagoge in der Gemeinde. Neben liturgischen und künstlerischen Aufgaben (zum Beispiel Leitung von Konzerten für Chor und Orchester oder Durchführung von Orgelkonzerten) nimmt die musikpädagogische Betreuung für Laien in Chören und Gruppen einen breiten Raum ein, zum Teil bis hin zur musikalischen Früherziehung in Kirchgemeinde und Kindergarten. Des Weiteren gehört auch die Ausbildung von kirchenmusikalischem Nachwuchs für den Einsatz als neben-/ehrenamtliche Kirchenmusiker (Klavier- und Orgelunterricht sowie Chorleitung) zu den Aufgaben, vor allem der hauptamtlichen Kirchenmusiker.
Die jeweiligen Schwerpunkte der kirchenmusikalischen Arbeit werden durch die Kirchengemeindeleitung oder den Kirchenkreis (je nach Anstellungsträger) bestimmt, oft sind auch die finanziellen Möglichkeiten ausschlaggebend.

## Immaterielles Kulturerbe
Verschiedene Tätigkeitsfelder des Kirchenmusikers wurden von der UNESCO als Immaterielles Kulturerbe eingestuft. Im Bundesweiten Verzeichnis des immateriellen Kulturerbes befinden sich die Chormusik, der Choralgesang, die Posaunenchöre sowie das  Instrumentale Laien- und Amateurmusizieren. Orgelbau und Orgelmusik wurde 2017 in die Repräsentativen Liste des immateriellen Kulturerbes der Menschheit aufgenommen.

## Berufssituation
Während es seit etwa 1950 besonders in Deutschland zu einem breit gefächerten Ausbau des Studiums kam (aus Organistenschulen wurden „Kirchenmusikschulen“, aus Kirchenmusikschulen wurden Akademien und Hochschulen mit entsprechend qualifizierten Studienabschlüssen), wurden die oben genannten Stellenbezeichnungen feste Anstellungsverhältnisse mit entsprechendem Etat für Kirchenmusik. Diese Entwicklung etablierte somit den Beruf in Deutschland gegenüber vielen anderen Ländern als (geschützten) Berufsstand in allen künstlerischen, liturgischen und musikpädagogischen Bereichen. Nach einem deutlichen Rückgang hauptberuflicher Anstellungsverhältnisse zwischen 1990 und 2005 ist in der evangelischen Kirche die Zahl der A- und B-Stellen seit 2006 annähernd stabil geblieben. Inhaber neu geschaffener Stellen betreuen oft mehrere Gemeinden (Funktion als Bezirkskantor, Dekanatskantor, Kreiskantor, Regionalkantor) und übernehmen zusätzlich die Ausbildung und Betreuung von nebenamtlichen und ehrenamtlichen Organisten/Chorleitern sowie Projektarbeit. Die Vergütungen sind in den vergangenen Jahren deutlich angehoben worden, die meisten evangelischen Landeskirchen bezahlen Kirchenmusiker inzwischen nach TV-L in den Entgeltgruppen 11 bis 14.
Obwohl der Beruf des Kirchenmusikers stark auf das Anforderungs- und Kompetenzprofil innerhalb der Institution Kirche zugeschnitten ist, gibt es – wie in anderen Kulturbereichen – in jüngerer Zeit auch hier institutionell unabhängige Freiberufler, die sich dann häufig als konzertierende Musiker oder als säkulare musikalische Dienstleister verstehen. Das berufliche Spektrum reicht hier von der selbstständigen Chorleitung oder Gesang über Konzertorganisten bis hin zum musikwissenschaftlichen Referenten.

## Statistik
|                          | 1994          | 2007       | 2015       |
| ------------------------ | ------------- | ---------- | ---------- |
| hauptberufliche Stellen  | 2270–2350     | 1988       | 1924       |
| davon A-Stellen          | 25 %          | 26 %       | 27 %       |
| Anteil der 100 %-Stellen | nicht erfasst | 54 %       | 59 %       |
| nebenberufliche Stellen  | 16.500        | ca. 17.000 | ca. 18.000 |

In der römisch-katholischen Kirche in Deutschland waren 2023 1376 hauptamtliche sowie 13103 nebenamtliche Kirchenmusiker tätig. 2004 waren etwa 400 evangelische sowie etwa 300 katholische Studenten an den Kirchenmusikhochschulen eingeschrieben. Im Herbst 2016 waren es 378 evangelische Studenten.

## Richtlinien und Ordnungen
- beispielhaft Ordnung C-Prüfung Bistum Münster (PDF-Datei; 551 kB)
- Ausbildungs- und Prüfungsordnungen für Kirchenmusikerinnen und Kirchenmusiker im Nebenamt. (PDF) Evangelische Landeskirche in Württemberg, 2002, abgerufen am 6. Februar 2024.